# Dioctria abdominalis
Dioctria abdominalis är en tvåvingeart som beskrevs av Becker 1923. Dioctria abdominalis ingår i släktet Dioctria och familjen rovflugor. Inga underarter finns listade i Catalogue of Life.